# Friedrich Willmer
Friedrich Willmer (geboren 28. November 1822 in Brünnighausen; gestorben 7. Juli 1908 in Hannover) war ein Mühlen- und Waggonbauer sowie Ziegeleibesitzer.

## Leben
Friedrich Willmer lernte ursprünglich Stellmacher oder Mühlenbauer. 1837 bis 1839 und 1842 bis 1844 besuchte er die hannoversche Polytechnische Schule. Ab 1845 lernte er Maschinen- und Wagenbau bei der hannoverschen Waggonbaufirma Johann Ernst Dettmer in der Heinrichstraße 40.
Willmer gründete eine eigene Kutschenfabrik für Luxuskaleschen neben dem Amtsgericht, zwischen Tivolistraße und Augustenstraße, die bis 1905 bestand.
Er heiratete Auguste Dettmer (12. Juli 1824 bis 28. Dezember 1909), die Tochter seines Lehrherren Johann Ernst Dettmer (20. September 1789 bis 10. April 1874). Ihr Sohn Gustav (13. Mai 1852 bis 17. Januar 1940) besuchte ebenfalls die Polytechnische Schule, wo er den späteren Architekten Karl Börgemann kennenlernte.
1858 kaufte der Schwiegervater ihnen eine Ziegelei an der Hildesheimer Chaussee, die Friedrich bald auf 10 ha vergrößerte. Bis 1877 steigerte er die Produktion von einer auf 18 Mio. Steine. Ferdinand Wallbrecht belieferte er mit Ziegeln für seine Mietskasernen. Er wurde Senator im Rat der Stadt. 1878 schusterte der Senat ihm die 600 Jahre alte Ratsziegelei in der Engesohde zu, die fast 500 Jahre im Besitz der Stadt gewesen war. Danach setzte in Hannover der Bauboom ein.
1878 wurde er Mitglied der Ritterschaft des Calenberger Landes, erwarb die Ritterschaftsstimme des Gutes Luttmersen II und nannte sein Rittergut Döhren II.

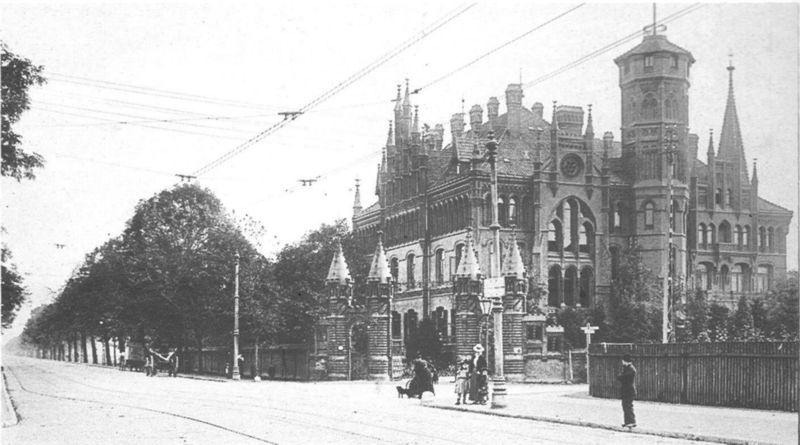
Tränenburg, um 1900

1879 plante er als Rittergutsbesitzer mit dem Architekten Karl Börgemann den Bau eines schlossartigen Herrenhauses. 1884 entstand die Villa Willmer mit 75 Zimmern, die im Volksmund Tränenburg genannt wurde. Um sich von seinem Konkurrenten Carl Georg Fiedeler abzuheben, gab er seinem Rittergut 1894 den Namen Rittergut Waldhausen.

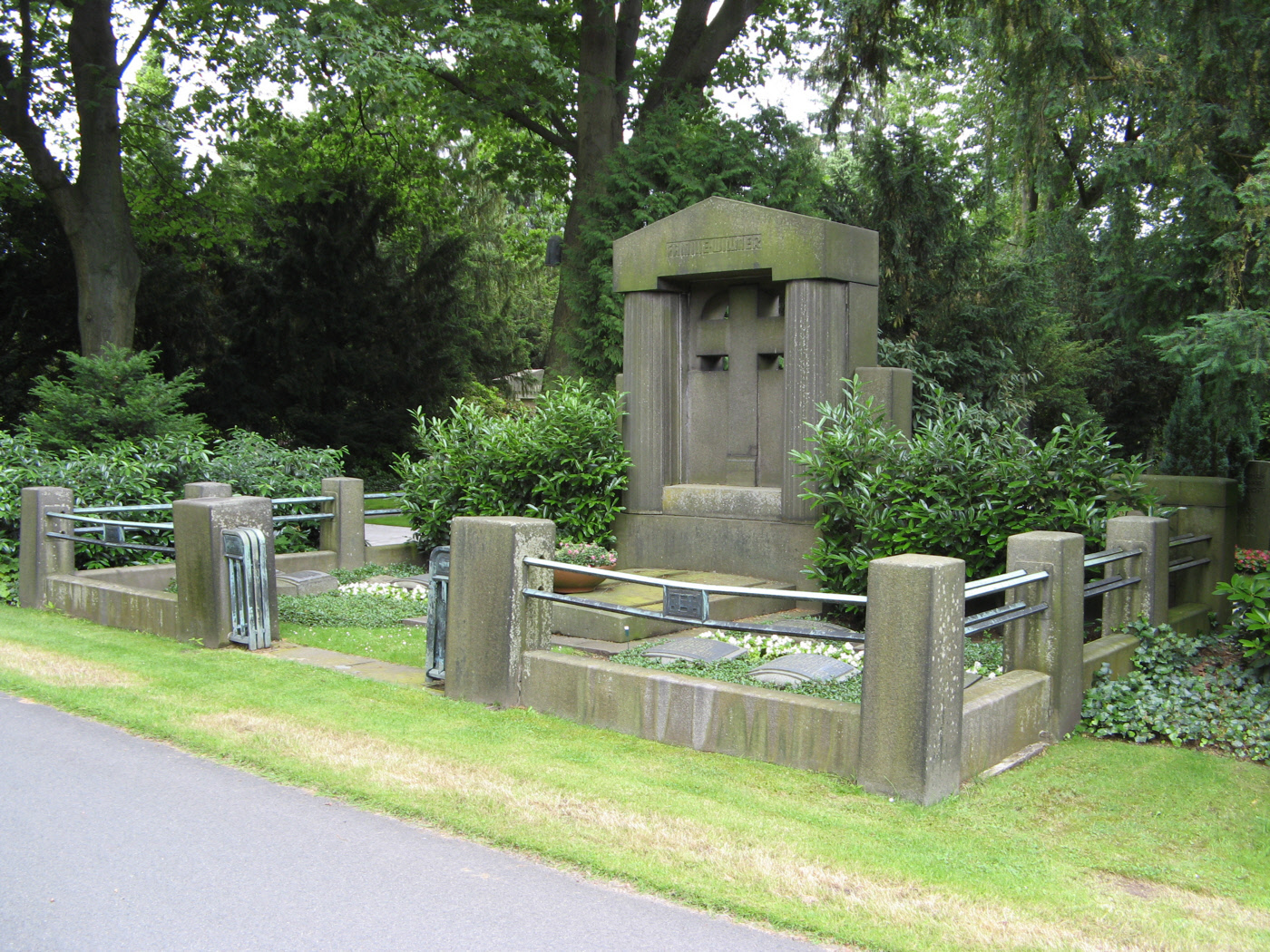
Willmersches Familiengrab auf dem Stadtfriedhof Engesohde, Abteilung 17

Nach seinem Tode 1908 verkauften die Erben das Kutschen-Fabrikgelände an den Staat und die Reichspost erbaute dort 1924 das nach Berlin und Hamburg drittgrößte Postscheckamt Norddeutschlands. Dieses blieb bis 1971 am Volgersweg, bis es in den Neubau am Postkamp zog. Sein Sohn führte die Ziegelei unter wachsender Konkurrenz weiter. Gustav vererbte Villa und Grundstück an seine 3 Töchter, die ihr Erbe Stück für Stück veräußerten. Im Zweiten Weltkrieg wurde das Obergeschoss der Villa zerstört. Danach diente die Villa lange Zeit als Obdachlosenunterkunft. 1970 wurde die Villa an eine Baugesellschaft verkauft, die an dieser Stelle ein mehrgeschossiges Appartementhaus bauen wollte. Der Protest der Bürger gegen den Abriss nutze bei Stadtbaurat Rudolf Hillebrecht nichts, und im August 1971 wurde die Villa dem Erdboden gleichgemacht.